# Château de Takaoka
Le château de Takaoka (高岡城, Takaoka-jō) était un château japonais situé à Takaoka dans la préfecture de Toyama. Il n'en reste à présent que quelques vestiges.

## Histoire
Maeda Toshinaga, fils de Maeda Toshiie et deuxième daimyō du domaine de Kaga, prend sa retraite en 1605 à l'âge de 43 ans et quitte le château de Kanazawa pour le château de Toyama. Ce dernier brûle en 1609 et Toshinaga déménage au château d'Uozu en attendant l'autorisation du shogunat pour construire un nouveau château à un endroit nommé Sekino. La conception de ce château est réalisée par Takayama Ukon, qui avait été exilé dans la province de Kaga par Toyotomi Hideyoshi. Lorsque le château est achevé, il est nommé "Takaoka" en référence à un vers du poème religieux Shihen.
Toshinaga développe une ville-château autour du nouveau château, mais il meurt en 1614 des suites d'une maladie. Le shogunat Tokugawa proclame la règle Ikkoku-ichijo ("un château par province") l'année suivante, ce qui implique le démantèlement du château. Plus tard, le clan Maeda reconstruit le château de Toyama comme centre administratif de la province d'Etchū, mais garda le site du château de Takaoka pour stocker le riz du domaine de Kaga. Dans l'enceinte du château se trouvaient également une brasserie de saké, des entrepôts de sel, une usine de poudre à canon et les bureaux du gouverneur local. Beaucoup de ces bâtiments ont été détruits dans un incendie en 1821. Après la restauration de Meiji, le bureau du gouvernement du district d'Imizu est construit sur le site du château.
Aujourd'hui il ne reste que les douves et des vestiges des remparts en pierre, et le site du château est devenu le parc Takaoka Kojō (高岡古城公園, Takaoka Kojō Kōen). Le parc abrite un sanctuaire shinto (Imizu-jinja), le musée de la ville de Takaoka, le gymnase municipal et un zoo.